# Алкара Ли Фузи
Алкара Ли Фузи (итал. Alcara Li Fusi) је насеље у Италији у округу Месина, региону Сицилија.
Према процени из 2011. у насељу је живело 1974 становника. Насеље се налази на надморској висини од 406 м.

## Становништво
Према резултатима пописа становништва 2011. у општини је живело 2.072 становника.
| 1931. | 1936. | 1951. | 1961. | 1971. | 1981. | 1991. | 2001. | 2011. |
| ----- | ----- | ----- | ----- | ----- | ----- | ----- | ----- | ----- |
| 3.402 | 3.500 | 3.824 | 3.618 | 3.361 | 3.038 | 3.079 | 2.473 | 2.072 |